# Te Pahu
Te Pahu est une localité rurale du district de Waipa, située dans la région de Waikato de l’Île du Nord de la Nouvelle-Zélande.

## Situation
Elle est localisée juste au nord de la ville de Cambridge sur le trajet de la State Highway 1/S H 1.
Elle est localisée au nord de la ville de Pirongia et au sud de celle de Ngāhinapōuri juste en dehors de la route State Highway 39/S H 39 (en).
Le chemin de promenade de Karamu Walkway circule le long de la chaîne de Kapamahunga au nord du village.
C’est une partie du chemin de randonnées de Te Araroa (en), un parcours de longue distance.

## Histoire

### Histoire initiale
Les descendants des navigateurs arrivés avec la pirogue de migration Tainui sont les premiers colons enregistrés dans le secteur.
Ils s’établirent au niveau du Pā de Purakau à la jonction du cours d’eau Kaniwhaniwha stream et de la rivière Waipa et colonisèrent la vallée inférieure.
Le fils de Mahanga subit une défaite majeure avec les Māori Kawhia (en) face aux européens durant la guerre d’invasion de la région de Waikato (en).
Ses terres furent confisquées (en) et il fut forcé de se déplacer vers le nord.
En 1879, lors des négociations de paix premier ministre Grey dit qu’Harapepe était exclu de la proposition de retourner sur ses terres de Waikato pour le King Tāwhiao, même si l’ancien Ministre des Affaires Natives, Donald McLean (en), l’avait inclus dans son offre initiale.
Un rapport du tribunal de Waitangi dit plus tard,

« Ceci fut, semble-t-il, la première reconnaissance officielle et publique, que toutes les terres de la couronne n’étaient pas admissibles au retour au Kīngitanga. En particulier, le Gouvernement Grey planifiait d’exclure le bloc que McLean avait acheté spécifiquement pour l’inclure dans un groupe de terres référencées pour être rendues, qui s’avéraient être essentiellement dans le district de Harapepe, autour de Pirongia. Mais Grey dit que certaines terres de Harapepe pourraient être mises à part, en prévision d’une école, qui permettrait aux enfants de Kīngitanga d’être éduqués. »

### Colonisation européenne
Durant la guerre, le secteur fut colonisé par la milice britannique, mais il fut interdit de vivre dans cette zone, et les personnes souvent trop pauvres pour acheter les récoltes pour continuer à vivre là.
De nombreux lots furent donc abandonnés, les colons continuant à y vivre, constamment dans la crainte d’une attaque de la part des Māori locaux et cherchant souvent refuge dans les « blockhouse ». Néanmoins, une industrie locale de moulins à flax et des fermes d’élevage de vache et de cochons se développèrent.
Le village de Te Pahu resta extrêmement isolé pendant de nombreuses années avec des colons s’appuyant sur les marchandises amenées par la rivière Waipa.
Un pub et un magasin général furent établis en 1860, suivit par un bureau de poste en 1866 et une école en 1877. La maison de l’école fut utilisée mensuellement pour le service de l’église Presbytérienne. Elle ferma brièvement avant de rouvrir mais brûla en 1891.
En 1889, une autre école ouvrit à proximité et prit en charge les élèves restants.
Un pont fut construit au-dessus de la rivière en 1881, réduisant l’isolement de la communauté.
Le secteur fut durement touché par une inondation majeure survenue en 1907 et à nouveau en février 1958, laissant la communauté à nouveau coupée de Te Awamutu et de la cité d’Hamilton

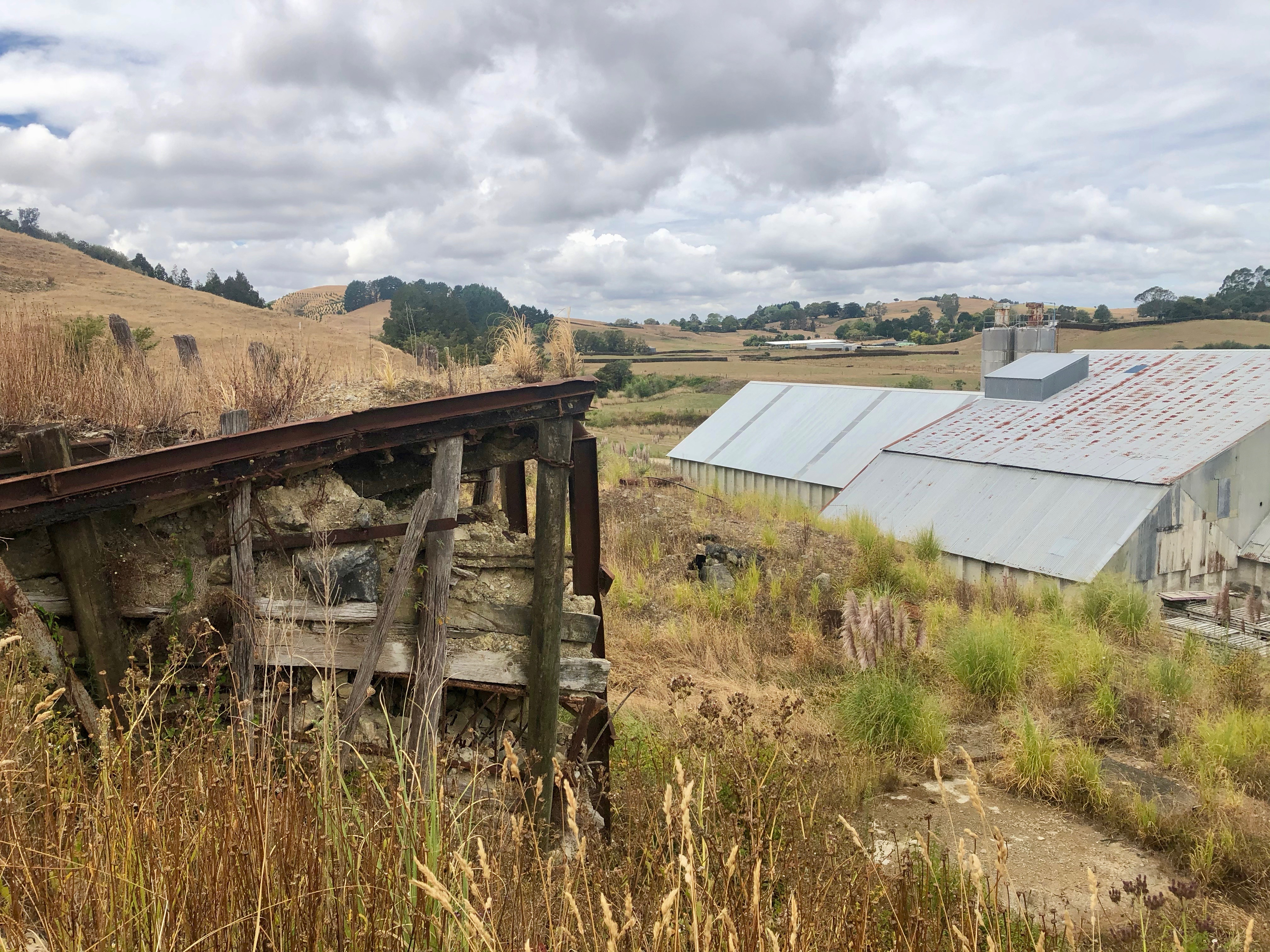
La carrière de calcaire ouverte en 1917. Le staithe en arrière-plan se présente comme il pouvait être une partie de la carrière originale

Une usine de chaux fut construite sur Limeworks Loop Rd en 1917.

### Harapepe
Le nom de Harapepe reste sur les cartes modernes  situé à 1,2 km au sud du coin de Te Pahu Road, bien que le hameau soit perdu en dehors de quelques maisons.
C’était à l’origine le principal village militaire dans le secteur avec –
- un blockhouse en 1943 visible sur une photo aérienne, estimé à 20 m², le long de la crête, mais qui n’est maintenant plus qu’un léger monticule,
- une redoute construite en février 1865 par le forest rangers Gustavus von Tempsky (en), mais qui n’est plus visible[6].
- un magasin,
- un hôtel nommé « Settlers Arms »,
- L’école d’Harapepe datant 1877 à 1891[7].
- un bureau de Poste (1867–1930)[8],[9].

L’importance de Harapepe semble avoir été en déclinant après la reconstruction de la laiterie de Harapepe au niveau de la ville de Te Pahu en 1897 et fut joint en 1909 par le bureau de poste voisin de Te Pahu.
Un service de courrier entre les deux bureaux de poste commença en 1913 et prit en charge des passagers dès 1914.
Te Pahu Hall ouvrit aussi à proximité en 1911. Le hall fut rénové et étendu entre 1979 et 1981.
À la fin de l’année 1935, le même village de Harapepe avait toujours l’habitude de décrire une proposition d’extension de la fourniture d’énergie électrique.

## Population
Harapepe est dans le secteur statistique (en) no 0860300, qui a une population de 201 résidents logeant dans 72 maisons et s’étendant sur 19,6 km2 en 2013

### Histoire moderne
Dans les années 1920 et 1930, la « société Robertson » puis « Hodgson's, Motors » firent circuler quotidiennement un bus allant de Pirongia jusqu’à Hamilton via Te Pahu.

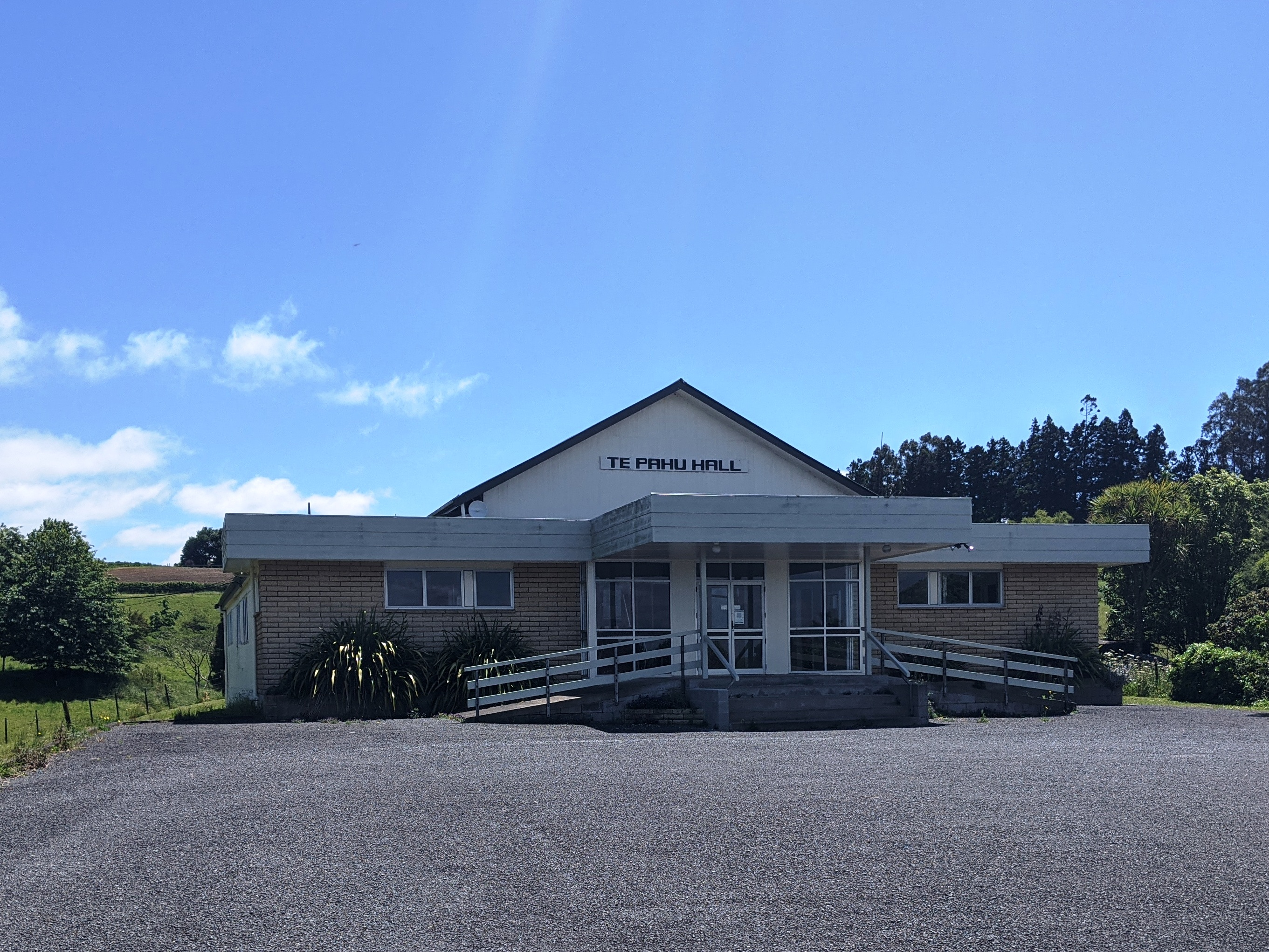
vue du hall de Te Pahu

Un nouveau garage et un magasin général furent établis en 1952.
Une usine à chaux fut ouverte en 1972.
En 2019, le conseil régional de Wailato (en) rapporta une série de plaintes à propos des effluents des décharges des fermes à partir de plusieurs lieux du secteur de Waikato, comprenant Te Pahu.

## Démographie
La zone statistique (en) de Te Pahu couvre 158 km2 centré sur le village de Te Pahu, et présente une croissance régulière de sa population, qui est plus florissante que la médiane nationale,.
| Année | Population | Age moyen | Logements | Revenus médians | Revenus médians National |
| ----- | ---------- | --------- | --------- | --------------- | ------------------------ |
| 2001  | 1110       | 33.9      | 363       | $28,000         | $18,500                  |
| 2006  | 1194       | 36,2      | 411       | $29,000         | $24,100                  |
| 2013  | 1269       | 41,3      | 462       | $36,500         | $27,900                  |
| 2018  | 1428       | 39,1      | 507       | $40,300         | $31,800                  |

10,1 % de la population est Māori, 56,1 % n’a pas de religion affichée
La plupart du village de Te Pahu est dans le meshblock 0860000, qui avait une population de  189 résidents au sein de 75 maisonsen 2013.

## Éducation
L’école de Te Pahu est une école publique, mixte, assurant le primaire, allant de l’année 1 à 8 avec un effectif de 111 élèves en mars 2020.

## Personnalité notable
- Helen Clark, ancien Première Ministre de Nouvelle-Zélande, administrateur du Programme de Développement des Nations-Unies